# Messier 65
Messier 65 (také M65 nebo NGC 3623) je spirální galaxie v souhvězdí Lva vzdálená od Země přibližně 41 milionů světelných let.
Společně s nedalekou galaxií M66 ji objevil Charles Messier 1. března 1780. S touto galaxií, blízkou NGC 3628 a galaxií NGC 3593 tvoří gravitačně vázaný systém
nazývaný trojice galaxií ve Lvu.

## Pozorování

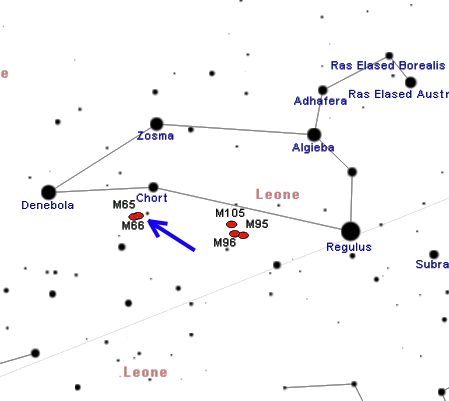
Poloha M 65 v souhvězdí Lva

M65 se dá poměrně snadno vyhledat, protože leží přesně v polovině cesty mezi hvězdami Chertan (θ Leonis) a Asellus (ι Leonis). I když je na hranici viditelnosti pomocí triedru 10x50, je mnohem lépe pozorovatelná dalekohledy o průměru 150 mm a větším. V dalekohledu o průměru 300 mm se ukáže jako stříbřité vřeteno protažené severojižním směrem a na východní straně galaxie se dá zpozorovat tmavý pás prachu, který protíná její disk.
Galaxii je možné snadno pozorovat z obou zemských polokoulí, protože má pouze mírnou severní deklinaci. Přesto je na severní polokouli lépe pozorovatelná a během jarních nocí tam vychází vysoko na oblohu, zatímco na jižní polokouli v oblastech více vzdálených od rovníku zůstává poněkud níže nad severním obzorem. Přesto je tedy viditelná ze všech obydlených oblastí Země. Nejvhodnější období pro její pozorování na večerní obloze je od února do srpna.

## Historie pozorování

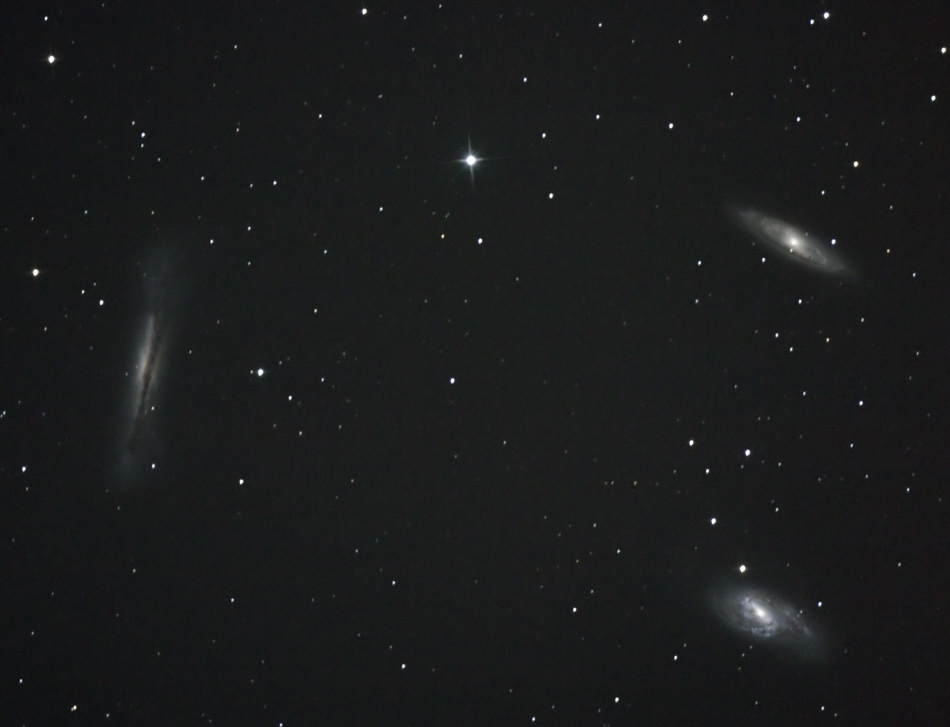
Messier 65 vpravo nahoře, Messier 66 vpravo dole, NGC 3628 vlevo. Sever je vlevo.

Společně s nedalekou galaxií M66 ji objevil Charles Messier 1. března 1780 a popsal ji jako velmi slabou mlhovinu bez hvězd. William Parsons však jejich objev z nejasných důvodů mylně přisoudil Pierru Méchainovi, přestože Messier ve svých poznámkách neuvedl žádné předchozí pozorování, jak to dělával ve všech ostatních případech. Tato chyba se pak rozšířila do dalších zdrojů.
M65 později pozoroval i William Herschel, který měl větší dalekohled, a proto naopak galaxii popsal jako velmi jasné mračno, jehož jas se na okraji náhle snižuje. William Parsons uvedl, že je to zajímavá mlhovina, jejíž jasné jádro je posunuté doleva.

## Vlastnosti
M65 je od Země vzdálená přibližně 41 milionů světelných let. Její zdánlivá magnituda je 9,3 a je tedy trochu slabší než sousední M66. Podle rozšířené Hubbleovy klasifikace galaxií je tato galaxie typu SABa, takže jde o spirální galaxii s těsně navinutými rameny. Při pohledu ze Země je velmi nakloněná, takže je vidět téměř z boku. Spirální ramena jsou prostoupena soustavou prachových pásů, ve kterých je na snímcích s velkým rozlišením vidět oblasti, ve kterých právě vznikají velmi jasné modré hvězdy.
Skutečný průměr galaxie je téměř 100 000 světelných let a její hmotnost je kolem 85 miliard hmotností Slunce. 21. března 2013 byla v této galaxii pozorována supernova, která dostala označení SN 2013am, byla typu II a dosáhla magnitudy 15,6.

## Trojice galaxií ve Lvu
M65 je členem skupiny galaxií, která se podobá Místní skupině galaxií a která zahrnuje členy M65, M66 a NGC 3628. Tato trojice galaxií se navzájem ovlivňuje mnohem více než členové Místní skupiny. Trojici spojuje oblak neutrálního vodíku, který je výsledkem jejich blízkého setkání, k němuž došlo před zhruba 800 miliony let. Halton Arp tuto trojici zapsal do svého katalogu zvláštních galaxií (Atlas of Peculiar Galaxies) pod číslem 317 jako skupinu galaxií, jejíž dva členové vykazují známky vzájemného ovlivňování.

### Knihy
- O'MEARA, Stephen James. Deep Sky Companions: The Messier Objects. New York: Cambridge University Press, 1998. Dostupné online. ISBN 0-521-55332-6. (anglicky)

### Mapy hvězdné oblohy
- Toshimi Taki. Taki's 8.5 Magnitude Star Atlas [online]. 2005 [cit. 2018-03-21]. Dostupné v archivu pořízeném dne 2018-11-05. (anglicky) - Atlas hvězdné oblohy volně stažitelný ve formátu PDF.
- TIRION; RAPPAPORT; LOVI. Uranometria 2000.0 - Volume I - The Northern Hemisphere to -6°. Richmond, Virginia, USA: Willmann-Bell, inc., 1987. Dostupné online. ISBN 0-943396-14-X.
- TIRION; SINNOTT. Sky Atlas 2000.0. 2. vyd. Cambridge, USA: Cambridge University Press, 1998. ISBN 0-933346-90-5.
- TIRION. The Cambridge Star Atlas 2000.0. 3. vyd. Cambridge, USA: Cambridge University Press, 2001. Dostupné online. ISBN 0-521-80084-6.